# Bohumil Golián
Bohumil Golián (Moštenica, 25 de março de 1931 — Bratislava, 11 de janeiro de 2012) foi um jogador de voleibol da Eslováquia que competiu pela Tchecoslováquia nos Jogos Olímpicos de 1964 e 1968.
Em 1964 ele fez parte da equipe tchecoslovaca que conquistou a medalha de prata no torneio olímpico, no qual ele jogou em seis partidas. Quatro anos depois, ganhou a medalha de bronze com o time tchecoslovaco na competição olímpica de 1968, participando de sete jogos.